# Jerome Brudos
Jerome Henry Brudos znany lepiej jako Jerry Brudos (ur. 31 stycznia 1939 w Webster – zm. 28 marca 2006 w Salem) – amerykański seryjny morderca i nekrofil zwany The Lust Killer lub Shoe Fetish Slayer. W latach 1968–1969 zamordował w Salem w stanie Oregon 4 kobiety.

## Dzieciństwo i młodość
Brudos urodził się w Webster, w stanie Dakota Południowa. Był najmłodszy z czwórki synów jakich mieli jego rodzice. Jego matka pragnęła urodzić dziewczynkę, więc gdy przyszedł na świat Jerry zaczęła go przebierać w dziewczęce stroje. Wiecznie też była z niego niezadowolona i traktowała go z pogardą, ubliżając mu na każdym kroku. Wkrótce cała rodzina Brudosa przeprowadziła się do Salem w stanie Oregon. W wieku 5 lat, Brudos znalazł w opuszczonym budynku, parę damskich butów. Od tamtej pory damskie buty zafascynowały go do tego stopnia, że jako nastolatek napadał na kobiety, dusił je do nieprzytomności, a następnie kradł ich buty.
W wieku 17 lat, Brudos porwał i skatował młodą kobietę, następnie groził, że zadźga ją nożem, jeśli nie spełni jego seksualnych żądań. Wkrótce został aresztowany i skazany na dziewięć miesięcy leczenia w szpitalu psychiatrycznym. W czasie leczenia stwierdzono u niego schizofrenię, mimo to zezwolono mu na kontynuowanie nauki w liceum, które ukończył w 1957 roku. W 1961 roku Brudos ożenił się z 17-letnią dziewczyną i niedługo potem spłodził dwójkę dzieci. Brudos wielokrotnie żądał od swojej żony by wykonywała wszystkie codzienne prace domowe, nago i mając na sobie wyłącznie pantofle. Był to jeden z wielu objawów dewiacji.

## Zbrodnie i śmierć
W latach 1968–1969 Brudos zamordował 4 młode kobiety, a ich ciała zgwałcił, a następnie brutalnie okaleczył. Zwłoki ofiar wyrzucał do rzek, natomiast wszystkie dowody zbrodni przechowywał w swoim garażu, do którego kategorycznie zabraniał wchodzić komukolwiek. W garażu znaleziono dwie obcięte kobiece piersi, których Brudos używał jako przyciski do papieru oraz ludzką stopę, której używał do przymierzania na niej swojej kolekcji damskich butów. Na trop Brudosa doprowadził śledczych, dokonany wywiad środowiskowy, w którym wiele osób stwierdziło, że Jerome Brudos często chodzi po ulicy ubrany w damską odzież. 25 maja 1969 roku, policja aresztowała Brudosa, który szybko przyznał się do wszystkich zarzutów. Kilka miesięcy później, za swoje zbrodnie został skazany na karę dożywocia.
Jerome Brudos zmarł w więzieniu 28 marca 2006 r. na raka wątroby. W chwili jego śmierci Brudos był najdłużej więzionym więźniem w Oregon Department of Corrections (w sumie 37 lat, od 1969 do 2006 roku).

## Ofiary Brudosa
| Lp. | Ofiara         | Wiek | Data              |
| --- | -------------- | ---- | ----------------- |
| 1.  | Linda Slawson  | 19   | 26 stycznia 1968  |
| 2.  | Jan Whitney    | 23   | 26 listopada 1968 |
| 3.  | Karen Sprinker | 19   | 27 marca 1969     |
| 4.  | Linda Salee    | 22   | 25 kwietnia 1969  |